# Strix occidentalis
Strix occidentalis, ou coruja-pintada ou coruja-malhada,  espécie de ave estrigiforme pertencente à família Strigidae.